# Villa Paranacito
Villa Paranacito é um município situado nas margens do rio homônimo e do rio Uruguai, cabeceira do Departamento Islas del Ibicuy, ao sudeste da província de Entre Ríos, no Delta Entrerriano do rio Paraná, Argentina.
A 182 km de Buenos Aires, ingressando à província pelo Puente Zárate-Brazo Largo e pela Rota Nacional 12 que logo se conecta à RP 46 até a cidade. Desde Rosário é atravessado pela Ponte Rosário-Victoria tomando a RP 11, em direção sudeste passando por Gualeguay, Ceibas, conectando com a RN 12, até a RP 46, acessando a Villa Paranacito.
O povoado foi fundado oficialmente em 25 de maio de 1906 e foi colonizada por imigrantes da Europa central e oriental. A comunicação cmn o resto da província originalmente era feita por embarcações, principalmente com San Fernando e Campana em Buenos Aires e ocasionalmente em navios a vapor a Gualeguaychú. Em 1937 chegaram caminhos terrestres ao vilarejo e em 1971 foi conectada com uma fonte de eletricidade, a Radiocomunicação também é muito comum nas ilhas.
Um costume muito peculiar entre tantos outros para os colonos que residem ao longo dos rios é a entrega de correspondência com uma vara comprida com uma fenda na ponta mais afastada do carteiro para deixar o envelope na mão do insular sem necessidade de atracar o navio.

## Turismo
- Balneário Municipal Costa Paranacito: parque arvorizado com áreas de camping (proveeduria, sanitários, jogos infantis, piscina), de esportes (futebol, vôlei), navegar, pesca em barco
- Aeroclube Isla del Ibicuy: a 15 min de navegação, pelo rio Paranacito, em pleno delta do Paraná, voos de batismo e conhecer o ambiente pelo ar. Existe uma "Granja Ecológica". Existe passeios de barco, pelo delta e suas ilhas e ilhotas.